# Cegerxwîn

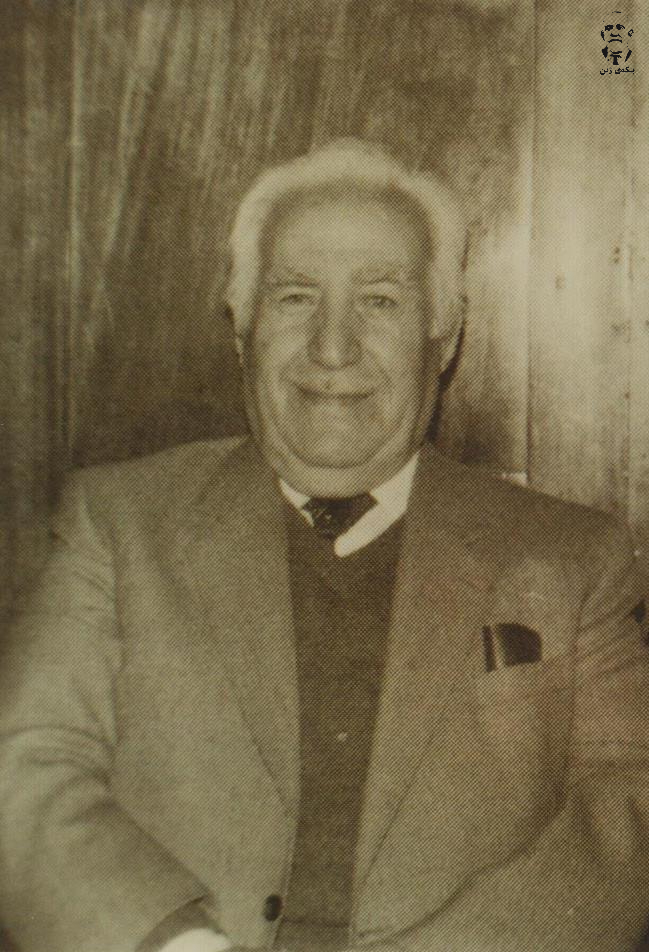
cegerxwin

Cegerxwîn  (Mardin, 1903 – Stockholm, 22 oktober 1984), Koerdisch voor Het bloedende hart, was een Koerdisch dichter. Zijn eigenlijke naam was Sjeikmoes Hasan.
Cegerxwîn werd geboren in het dorpje Hesar in de Turkse stad Mardin, toen nog Ottomaans bezit. Hij verloor al op jonge leeftijd zijn ouders. In 1925 vluchtte hij naar Syrië, in 1958 naar Irak en in de jaren zeventig naar Libanon. In 1979 vluchtte hij opnieuw voor de onderdrukking in Koerdistan naar Zweden. Hij was toen 76.

## Chronologische gebeurtenissen
- In 1920 begint Cegerxwîn aan zijn universitaire carrière.
- In 1937-1938 richt Cegerxwîn samen met een paar vrienden in Amude een groep op die opkomt voor de rechten van de Koerden.
- In 1948 wordt Cegerxwîn actief in de Syrische communistische partij.
- In 1949 wordt Cegerxwîn voor het eerst opgepakt.
- In 1950 wordt Cegerxwîn vredesactivist.
- In 1957 verlaat Cegerxwîn de Communistische partij en richt hij samen met een aantal vrienden de organisatie AZADI op; hierna wordt men één met de Koerdische Democratische Partij.
- In 1959 wordt hij docent Koerdische taal aan de Universiteit van Bagdad.
- In 1962 verbiedt het Iraakse regime onderwijs in het Koerdisch aan de Universiteit van Bagdad en Cegerxwîn wordt opgepakt.
- In 1963 wordt Cegerxwîn opnieuw opgepakt in Syrië.
- In 1979 vlucht Cegerxwîn naar Zweden.

## Het einde
Hoewel Cegerxwîn nooit een vrij Koerdistan heeft meegemaakt en altijd op de vlucht is geweest, heeft hij aan veel activiteiten rond de Koerden en Koerdistan deelgenomen. Zo is hij politiek actief geweest, en de thema’s van zijn gedichten waren naast de liefde ook het Koerdisch nationalisme en de strijd tegen de onderdrukking van zijn volk.
Cegerxwîn werd begraven in Qamishlo (West-Koerdistan), waar hij een groot deel van zijn leven had doorgebracht.
- Gemeinsame Normdatei: 128419407
- International Standard Name Identifier: 0000 0001 2140 6278
- Library of Congress Control Number: n94026741
- Nederlandse Thesaurus van Auteursnamen: 151301883
- LIBRIS: 181716
- Système universitaire de documentation: 122256611
- Virtual International Authority File: 77365338
- WorldCat: E39PBJxrXCMKkqJYCg96fmrKBP